# Вергинии
Верги́нии (лат. Verginii) — знатный римский род. один из древнейших патрицианских римских родов.

## Родовые имена
Среди Вергиниев использовались имена Авл (лат. Aulus), Прокул (лат. Proculus), Опитер (лат. Opiter), Луций (лат. Lucius), Тит (лат. Titus).

## Ветви рода
В роду Вергиниев выделяют семью Трикост, состоявшую из фамилий Целимонтан, Эсквилин, Рутил. Фамилии Целимонтан и Эсквилин предположительно происходят от названий римских холмов Целий и Эсквилин, где, вероятно, проживали представители данной семьи. Фамилия Рутил, предположительно, происходит от латинского слова rutilus — «рыжий, ярко-красный», возможно это связано с цветом волос представителей семьи.

## Представители рода
- Опитер Вергиний Трикост — консул 502 до н. э.[1]
- Авл Вергиний Трикост Целимонтан — консул 494 до н. э.
- Прокул Вергиний Трикост Рутил — консул 486 до н. э.[2]
- Тит Вергиний Трикост Рутил — консул 479 до н. э.[3]
- Авл Вергиний Трикост Рутил — консул 476 до н. э.[4]
- Авл Вергиний Трикост Целимонтан — консул 469 до н. э.[5]
- Авл Вергиний — народный трибун совместно с Марком Вольсцием Фиктором в период с 461 по 457 гг. до н. э.